# Ґуздек (Радомський повіт)
Ґуздек (пол. Gózdek) — село в Польщі, у гміні Закшев Радомського повіту Мазовецького воєводства.
Населення — 53 особи (2011).
У 1975-1998 роках село належало до Радомського воєводства.

## Демографія
Демографічна структура станом на 31 березня 2011 року:
|          | Загалом | Допрацездатний вік | Працездатний вік | Постпрацездатний вік |
| -------- | ------- | ------------------ | ---------------- | -------------------- |
| Чоловіки | 28      | 5                  | 21               | 2                    |
| Жінки    | 25      | 4                  | 18               | 3                    |
| Разом    | 53      | 9                  | 39               | 5                    |